# Dancé (Orne)
Pour les articles homonymes, voir Dancé.
Dancé est une ancienne commune française, située dans le département de l'Orne en région Normandie, devenue le 1er janvier 2016 une commune déléguée au sein de la commune nouvelle de Perche en Nocé.
Elle est peuplée de 345 habitants.

## Géographie
La commune est au cœur du Perche. Son bourg est à 7 km à l'est de Nocé, à 8 km au nord-ouest de Nogent-le-Rotrou et à 8,5 km au sud de Rémalard.
| Verrières, Nocé | Verrières | Verrières                                                |
| Nocé            | Dancé     | Saint-Pierre-la-Bruyère                                  |
| Berd'huis       | Berd'huis | Saint-Pierre-la-Bruyère, Nogent-le-Rotrou (Eure-et-Loir) |

## Toponymie
Le nom de la localité est mentionné au IXe siècle sous la forme latinisée Domciacus.
Le nom de la commune est formé du patronyme romain Domitius (porté par un autochtone) suivi du suffixe gallo-roman de propriété *-ACU, d'origine gauloise. Dancé serait ainsi « la propriété de Domitius ».

## Histoire
La population est passée de 678 habitants au recensement de 1806 à 402 en 1999.

## Politique et administration
| Période                                  | Période       | Identité           | Étiquette | Qualité                                                                           |
| ---------------------------------------- | ------------- | ------------------ | --------- | --------------------------------------------------------------------------------- |
| Les données manquantes sont à compléter. |               |                    |           |                                                                                   |
|                                          |               |                    |           |                                                                                   |
| 1995                                     | mars 2008     | Patrick Rivière    | SE        | Technicien de travaux publics Vice-président de la CC du Perche Sud (1994 → 2008) |
| mars 2008                                | mars 2014     | Bernadette Bourdin | SE        | Attachée territoriale                                                             |
| mars 2014                                | décembre 2015 | Philippe Gouault   | SE        | Agriculteur                                                                       |

Le conseil municipal était composé de onze membres dont le maire et, pour le mandat 2014-2020,  trois adjoints.

## Démographie
En 2021, la commune comptait 345 habitants. Depuis 2004, les enquêtes de recensement dans les communes de moins de 10 000 habitants ont lieu tous les cinq ans (en 2008, 2013, 2018, etc. pour Dancé) et les chiffres de population municipale légale des autres années sont des estimations.
Au premier recensement républicain, en 1793, Dancé comptait 798 habitants, population jamais atteinte depuis.
| 1793 | 1800 | 1806 | 1821 | 1836 | 1841 | 1846 | 1851 | 1856 |
| ---- | ---- | ---- | ---- | ---- | ---- | ---- | ---- | ---- |
| 798  | 745  | 678  | 780  | 797  | 757  | 795  | 739  | 686  |

| 1861 | 1866 | 1872 | 1876 | 1881 | 1886 | 1891 | 1896 | 1901 |
| ---- | ---- | ---- | ---- | ---- | ---- | ---- | ---- | ---- |
| 657  | 643  | 661  | 634  | 637  | 581  | 591  | 534  | 487  |

| 1906 | 1911 | 1921 | 1926 | 1931 | 1936 | 1946 | 1954 | 1962 |
| ---- | ---- | ---- | ---- | ---- | ---- | ---- | ---- | ---- |
| 483  | 482  | 364  | 405  | 360  | 335  | 373  | 368  | 314  |

| 1968 | 1975 | 1982 | 1990 | 1999 | 2008 | 2013 | 2018 | 2020 |
| ---- | ---- | ---- | ---- | ---- | ---- | ---- | ---- | ---- |
| 348  | 265  | 318  | 370  | 402  | 377  | 365  | 349  | 346  |

## Lieux et monuments
- Église Saint-Jouin, inscrit au titre des Monuments historiques[13] et dont un fragment de vitrail (Dieu le père) est classé à titre d'objet[14].
- Manoir du Plessis (XVIe siècle), classé aux Monuments historiques[15].
- Château de la Beuvrière (XIXe siècle).
- Manoir de la Revaudière (XVIe siècle).
- Château de la Bourdinière (XIXe siècle), jardin classé MH.

## Personnalités liées à la commune
- Vidocq, chef de la sureté. Il dénoue en 1824 l'affaire du crime du receveur de Dancé et Nocé[16].